# Geoxus valdivianus
Geoxus valdivianus är ett däggdjur i familjen hamsterartade gnagare som förekommer i södra Sydamerika.

## Utseende
Arten når en kroppslängd (huvud och bål) av 9 till 11 cm, en svanslängd av 3 till 5,5 cm och en vikt mellan 20 och 40 gram. Djuret påminner i viss mån om en mullvad med enhetlig mörk färgad päls. Gnagaren liknar även det nordamerikanska näbbmussläktet Blarina men har större öron. Vid alla tassar finns långa klor (upp till 7 mm långa).

## Utbredning och habitat
G. valdivianus lever i centrala och södra Chile samt i angränsande regioner av Argentina. Den hittas även på ön Chiloé. Habitatet utgörs av skogar, marskland och buskmarker.

## Ekologi
Djuret gräver tunnlar i mjuk jord eller använder håligheter som skapades av andra djur. Vid utgångarna finns liksom hos flera mullvadar jordhögar. Födan utgörs av maskar och insektslarver. Arten kan vara aktiv på dagen och på natten.
Parningstiden sträcker sig från våren till tidigare sommaren och per kull föds 3 till 4 ungar. Hannar blir efter tre månader könsmogna.